# NCAA Football 07
NCAA Football 07 è un videogioco sportivo di football americano universitario statunitense prodotto e distribuito da Electronic Arts nel 2006 per le principali console, ovvero Xbox 360, PlayStation Portable, PlayStation 2 e Xbox.